# آب‌انبار مرز بان
آب‌انبار مرز بان مربوط به دوره دوره معاصر دوره پهلوی است و در شهرستان اردکان، بخش مرکزی، خیابان شهید باهنر، کوچه شماره ۳۶، مجاور پلاک ۶۳۱ واقع شده و این اثر در تاریخ ۱۵ دی ۱۳۸۷ با شمارهٔ ثبت ۲۴۳۴۴ به‌عنوان یکی از آثار ملی ایران به ثبت رسیده است.